# Stare Kawkowo
Stare Kawkowo (niem. Alt Kockendorf) – wieś warmińska w Polsce położona w województwie warmińsko-mazurskim, w powiecie olsztyńskim, w gminie Jonkowo.
W latach 1975–1998 miejscowość administracyjnie należała do województwa olsztyńskiego.
Przez wieś przebiega droga powiatowa nr 1203N Wilnowo – Mostkowo- Jonkowo – Gutkowo.